# 抒情歌謠集

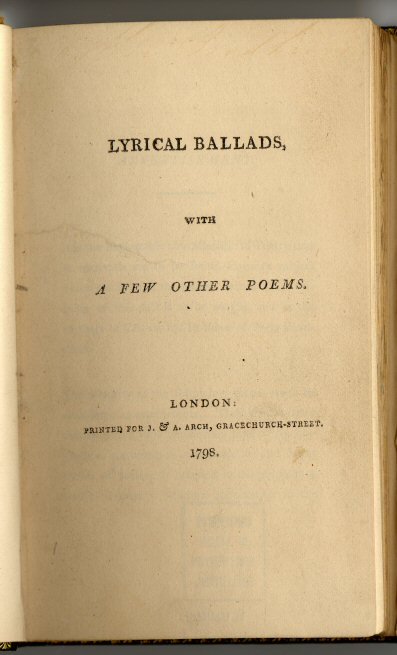
头版扉页

《抒情歌谣集》（Lyrical Ballads）是威廉·华兹华斯和塞缪尔·泰勒·柯勒律治合著的一个诗集，1798年发表。被认为是英国浪漫主义文学的开端。1798年版有华兹华斯的19首诗和柯勒律治的4首诗，其中《古舟子咏》是最著名的一篇。1800年的版本又添加了数十首诗。